# B&B Hotels-KTM/Saison 2022
Diese Liste beschreibt die Mannschaft und die Siege des Radsportteams B&B Hotels-KTM in der Saison 2022.

## Mannschaft
| Teamkader 2022          | Teamkader 2022     | Teamkader 2022 | Teamkader 2022                             |
| Name                    | Geburtsdatum       | Land           | Vorheriges Team                            |
| ----------------------- | ------------------ | -------------- | ------------------------------------------ |
| Pierre Barbier          | 25. September 1997 | Frankreich     | Delko (2021)                               |
| Cyril Barthe            | 14. Februar 1996   | Frankreich     | Euskadi Basque Country-Murias (2019)       |
| Alan Boileau            | 25. Juni 1999      | Frankreich     | VC Pays de Loudéac (2020)                  |
| Franck Bonnamour        | 20. Juni 1995      | Frankreich     | Arkéa-Samsic (2020)                        |
| Maxime Chevalier        | 16. Mai 1999       | Frankreich     |                                            |
| Jens Debusschere        | 28. August 1989    | Belgien        | Katusha-Alpecin (2019)                     |
| Thibault Ferasse        | 12. September 1994 | Frankreich     | Natura4Ever-Roubaix Lille Métropole (2020) |
| Cyril Gautier           | 26. September 1987 | Frankreich     | AG2R La Mondiale (2018)                    |
| Alexis Gougeard         | 5. März 1993       | Frankreich     | AG2R Citroën Team (2021)                   |
| Miguel Heidemann        | 27. Januar 1998    | Deutschland    | Leopard Pro Cycling (2021)                 |
| Jonathan Hivert         | 23. März 1985      | Frankreich     | Total Direct Énergie (2020)                |
| Quentin Jauregui        | 22. April 1994     | Frankreich     | AG2R La Mondiale (2020)                    |
| Victor Koretzky         | 26. August 1994    | Frankreich     | No name (2021)                             |
| Adrien Lagrée           | 25. April 1997     | Frankreich     | VC Pays de Loudéac (2021)                  |
| Axel Laurance           | 13. April 2001     | Frankreich     | VC Pays de Loudéac (2021)                  |
| Jérémy Lecroq           | 7. April 1995      | Frankreich     | Roubaix Lille Métropole (2017)             |
| Cyril Lemoine           | 3. März 1983       | Frankreich     | Cofidis (2020)                             |
| Eliot Lietaer           | 15. August 1990    | Belgien        | Bingoal-Wallonie Bruxelles (2020)          |
| Julien Morice           | 20. Juli 1991      | Frankreich     | Direct Énergie (2017)                      |
| Luca Mozzato            | 15. Februar 1998   | Italien        | Dimension Data for Qhubeka (2019)          |
| Raphaël Parisella       | 23. Oktober 2002   | Kanada         |                                            |
| Pierre Rolland          | 10. Oktober 1986   | Frankreich     | EF Education First-Drapac (2018)           |
| Sebastian Schönberger   | 14. Mai 1994       | Österreich     | Neri Sottoli-Selle Italia-KTM (2019)       |
| Jordi Warlop            | 4. Juni 1996       | Belgien        | Sport Vlaanderen-Baloise (2021)            |
|                         |                    |                |                                            |
| Quelle: ProCyclingStats |                    |                |                                            |

## Siege
| Siege    | Siege                       | Siege      | Siege  | Siege            | Siege |
| Datum    | Rennen                      | Staat      | Klasse | Sieger           |       |
| -------- | --------------------------- | ---------- | ------ | ---------------- | ----- |
| 26. Mai  | Alpes Isère Tour, 2. Etappe | Frankreich | 2.2    | Quentin Jauregui |       |
| 27. Mai  | Alpes Isère Tour, 3. Etappe | Frankreich | 2.2    | Victor Koretzky  |       |
| 14. Aug. | Polynormande                | Frankreich | 1.1    | Franck Bonnamour |       |